# Dean Podgornik
Dean Podgornik (* 3. Juli 1979) ist ein ehemaliger slowenischer Radrennfahrer.
Dean Podgornik konnte 2001 und 2002 jeweils eine Etappe bei der Slowenien-Rundfahrt gewinnen. 2002 wurde er außerdem Zweiter der Gesamtwertung und er gewann zwei Rennen der Flachgauer Radsporttage. 2003 fuhr er für die Mannschaft Perutnina Ptuj, wo er die beiden Eintagesrennen Grand Prix Istria 2 und Grand Prix Krka gewann, sowie jeweils eine Etappe bei der Olympia’s Tour und bei der Serbien-Rundfahrt. 2004 wechselte er zu dem Radsportteam Tenax, wo er am Giro d’Italia teilnahm und slowenischer Zeitfahrmeister wurde. 2006 wechselte Podgornik zum Team Plast-Recycling-Austria, wo er eine Etappe der Steiermark-Rundfahrt gewann. 2010 entschied er zwei Etappen sowie den Gesamtsieg der Tour du Maroc für sich, im Jahr darauf beendete er im Manisaspor Cycling Team seine Radsportlaufbahn.

## Erfolge
2001
- eine Etappe Slowenien-Rundfahrt

2002
- eine Etappe Slowenien-Rundfahrt

2003
- Grand Prix Istria 2
- Grand Prix Krka
- eine Etappe Olympia’s Tour
- eine Etappe Serbien-Rundfahrt

2004
- Slowenischer Meister – Einzelzeitfahren

2005
- Slowenische Meisterschaft – Einzelzeitfahren

2006
- eine Etappe Steiermark-Rundfahrt

2010
- Gesamtwertung und zwei Etappen Tour du Maroc

## Teams
- 2003 Perutnina Ptuj
- 2004 Tenax
- 2005 Tenax
- 2006 Team Plast-Recycling-Austria
- 200  MapaMap-BantProfi
- 2008 Loborika
- 2009 Loborika
- 2010 Loborika
- 2011 Manisaspor Cycling Team